# Елізабет Грейсен
Елізабет Грейсен (англ. Elizabeth Gracen) — американська кіноакторка та модель.

## Біографія
Народилася у 1961 році у місті Озарк у штаті Арканзас. У 1979 році закінчила вищу школу в Расселвілі, і через три роки, в 1982-му, отримала титул «Міс Америка». Ще через кілька років Елізабет Грейсен почала зніматися серіалах.

## Фільмографія
| Рік       | Українська назва                                       | Оригінальна назва                     | Роль                           |
| --------- | ------------------------------------------------------ | ------------------------------------- | ------------------------------ |
| 1984-1996 | Вона написала вбивство                                 | Murder, She Wrote                     | Сідні Пембрук/Мішель Скарлотті |
| 1985-1989 | Зона сутінків                                          | The Twilight Zone                     |                                |
| 1987      | Троє у дорозі                                          | Three For The Road                    | Надін                          |
| 1988      | Передай патрони                                        | Pass the Ammo                         | Крісті Лін                     |
| 1989      | Химерна пригода з доктором Джекілом та містером Гайдом | Strange Case of Dr Jekyll and Mr Hyde |                                |
| 1989      | Ліза                                                   | Lisa                                  | Мері                           |
| 1990      | Смерть неймовірного Халка                              | The Death of the Incredible Hulk      | Жасмін                         |
| 1990      | Приречений на смерть                                   | Marked for Death                      | Меліса                         |
| 1990      | 83 години до світанку                                  | 83 Hours 'Til Dawn                    | Марія Ранфільд                 |
| 1991      | Захід сонця: Притулок вампірів                         | Sundown: The Vampire in Retreat       | Еліс                           |
| 1991      | Нижній поверх                                          | Lower Level                           | Гілларі                        |
| 1992      | Піски часу                                             | The Sands Of Time                     | сестра Люсія                   |
| 1993      | Остання місія                                          | Final Mission                         | Кетлін Коль                    |
| 1993      | Конфіденційність гарантується                          | Discretion Assured                    | Міранда                        |
| 1993-1998 | Горець (серіал)                                        | Highlander                            | Аманда                         |
| 1995      | Експерт                                                | The Expert                            | Ліз Пірс                       |
| 1995      | Екстрим                                                | Extreme                               | Келлі Маннерс                  |
| 1996      | Підробка                                               | Kounterfeit                           | Бріджет                        |
| 1998-1999 | Горець: Ворон                                          | Highlander: The Raven                 | Аманда                         |
| 2000-2001 | Королева мечів                                         | Queen of Swords                       | Шарлотта                       |
| 1998-2006 | Усі жінки — відьми                                     | Charmed                               | Королева вампірів              |
| 2000-2006 |                                                        | Strong Medicine                       | Середа Мейсон                  |
| 2002      | Перехоплювачі 2                                        | Interceptor Force 2                   | Адріана Сайкс                  |
| 2012      | Війна світів: Голіаф                                   | War of the Worlds: Goliath            |                                |
| 2013      | Узгодженість                                           | Coherence                             | Бет                            |